# ネビュラロマンス 前篇
『ネビュラロマンス 前篇』（ネビュラロマンス ぜんぺん、英: Nebula Romance: Part I）は、Perfumeの通算9作目、8枚目のオリジナルアルバム。2024年9月20日に先行配信、10月30日にCDが発売された。

## 概要
2022年7月発売の『PLASMA』以来約2年ぶりのオリジナルアルバム。
シングルとして発売された「Moon」のカップリング曲「ラヴ・クラウド」、「すみっコディスコ」、「The Light」を含む全10曲が収録されている。

## 背景
2024年にメジャーデビュー20周年、結成25周年を迎えることを記念して制作された。Perfume初となるコンセプトアルバムで、デビュー記念日前日の9月20日に全曲先行配信され、10月30日にCDがリリースされた。今作のテーマは、「メンバー3人が宇宙を舞台に繰り広げる壮大なドラマを凝縮した、架空の映画のサウンドトラック」。収録曲のタイトルは「Cosmic Treat」「Starlight Dreams」「メビウス」など、宇宙を想起させる言葉が並んでいる。
今作を引っ提げて、2024年12月28日から2025年4月20日にかけて「Perfume 10th Tour ZOZ5 "ネビュラロマンス" Episode 1」が全国11都市で開催される。

## 評価
『ROCKIN'ON JAPAN』（2025年1月号）で、音楽ライターの沖さやこは構築美が際立つ聴き手の高揚を煽るイントロ、ボーカルを音色として取り込みながら宇宙都市の情景を詳細に描くエッジの効いたサウンドデザイン、単語に対してメロディをたっぷり割いた譜割りなど、時代に左右されない豊かな技法が多数詰め込まれている。それが実現できたのは「『3人が繰り広げるスリリングな冒険とスペースロマンス』という架空の映画のサウンドトラック」がコンセプトだからだろう。音の精度を高めたことにより、3人のボーカルが音の迫力に負けない純度と華やかさを放つことを強烈に印象づける。と評した。
『bounce』（2024年11月号）で、ライターの鬼頭隆生はコンセプトは過去作の延長線上にあるものの、ディスコ調の“Cosmic Treat”やアンニュイなブギー“Starlight Dreams”など、レトロ・フューチャーな意匠を凝らしたサウンド・デザインや楽曲の構造には、従来と似て非なるトライアルとアプローチが張り巡らされ、3人のクールで優美な歌声のアンサンブルも鮮烈な輝きを放つ。トレンドのフォローとは一線を画し、Perfumeが確立してきたアートフォームに忠実、かつ大きな発展を遂げたアルバムと言えそうだ。と評した。

## チャート成績
2024年9月20日にデジタルで先行配信したことにより、2024年9月25日付のBillboard Japan Hot Albumsチャートで16位、Download Albumsで2位にランクインした。
CDは初週29,337枚を売り上げ、2024年11月11日付オリコン週間アルバムランキングで初登場5位を獲得。2週目、1,773枚を売り上げ、同チャート30位に落ちた。
Billboard JapanではCD発売週に30,203枚を売り上げ、Top Albums Sales、Hot Albumsのチャート両方で最高5位を記録した。

## 収録曲
| 全作詞・作曲・編曲: 中田ヤスタカ。 |                      |              |              |       |
| #                                  | タイトル             | 作詞         | 作曲・編曲   | 時間  |
| 1.                                 | 「The Light」        | 中田ヤスタカ | 中田ヤスタカ | 03:34 |
| 2.                                 | 「ラヴ・クラウド」   | 中田ヤスタカ | 中田ヤスタカ | 03:39 |
| 3.                                 | 「Cosmic Treat」     | 中田ヤスタカ | 中田ヤスタカ | 03:07 |
| 4.                                 | 「Starlight Dreams」 | 中田ヤスタカ | 中田ヤスタカ | 03:32 |
| 5.                                 | 「IMA IMA IMA」      | 中田ヤスタカ | 中田ヤスタカ | 03:35 |
| 6.                                 | 「すみっコディスコ」 | 中田ヤスタカ | 中田ヤスタカ | 03:27 |
| 7.                                 | 「Morning Cruising」 | 中田ヤスタカ | 中田ヤスタカ | 03:06 |
| 8.                                 | 「タイムカプセル」   | 中田ヤスタカ | 中田ヤスタカ | 03:34 |
| 9.                                 | 「時空花」           | 中田ヤスタカ | 中田ヤスタカ | 04:08 |
| 10.                                | 「メビウス」         | 中田ヤスタカ | 中田ヤスタカ | 03:43 |
| 合計時間:                          | 合計時間:            | 35:25        |              |       |

| #   | タイトル                                                                             | 作詞 | 作曲・編曲 |
| --- | ------------------------------------------------------------------------------------ | ---- | ---------- |
| 1.  | 「Moon」                                                                             |      |            |
| 2.  | 「Dream Fighter」                                                                    |      |            |
| 3.  | 「エレクトロ・ワールド」                                                             |      |            |
| 4.  | 「セラミックガール」                                                                 |      |            |
| 5.  | 「The best thing」                                                                   |      |            |
| 6.  | 「だれも知らないメドレ~（スーパージェットシューズ / OMAJINAI★ペロリ / 彼氏募集中）」 |      |            |
| 7.  | 「パーフェクトスター・パーフェクトスタイル」                                         |      |            |
| 8.  | 「透明人間」                                                                         |      |            |
| 9.  | 「Sweet Refrain」                                                                    |      |            |
| 10. | 「ラヴ・クラウド」                                                                   |      |            |
| 11. | 「「P.T.A.」のコーナー」                                                             |      |            |
| 12. | 「ジェニーはご機嫌ななめ」                                                           |      |            |
| 13. | 「FAKE IT」                                                                          |      |            |
| 14. | 「SEVENTH HEAVEN」                                                                   |      |            |
| 15. | 「心のスポーツ」                                                                     |      |            |
| 16. | 「wonder2」                                                                          |      |            |

| #  | タイトル                                                                                        | 作詞 | 作曲・編曲 |
| -- | ----------------------------------------------------------------------------------------------- | ---- | ---------- |
| 1. | 「Perfume View」                                                                                |      |            |
| 2. | 「ネビュラロマンス 前篇 -Teaser-」                                                              |      |            |
| 3. | 「The Light -Perfume "COD3 OF P3RFUM3 ZOZ5" Asia Tour 2024-」                                   |      |            |
| 4. | 「IMA IMA IMA -Perfume 25th & 20th Anniversary Live Performance "IMA IMA IMA" Powered by NTT-」 |      |            |
| 5. | 「Perfumeのただただラジオが好きだからレイディオ! 6 前篇」                                       |      |            |

## タイアップ
- ゲームアプリ『レーシングマスター』コラボレーション楽曲/挿入歌(#1)[9]
- テレビ東京系アニメ｢BEYBLADE X｣エンディングテーマ(#3)
- 体験型展覧会「Perfume Disco-Graphy 25年の軌跡と奇跡」テーマソング(#5)
- 映画 「すみっコぐらし ツギハギ工場のふしぎなコ」主題歌(#6)

## チャート
| チャート                        | 最高位 |
| ------------------------------- | ------ |
| オリコンアルバム                | 5      |
| オリコンデジタルアルバム        | 3      |
| Billboard Japan Hot Albums      | 5      |
| Billboard Japan Download Albums | 2      |